# Holzendorfer See
Der Holzendorfer See ist ein See auf dem Gemeindegebiet von Dabel im Landkreis Ludwigslust-Parchim in Mecklenburg-Vorpommern.
Das wenig gegliederte, beinahe ovalförmige Gewässer besitzt maximale Ausdehnungen von 1450 Metern in West-Ost-Richtung und 650 Metern von Nord nach Süd. Der namensgebende Ort Holzendorf, der ein Ortsteil der Gemeinde Dabel ist, zieht sich entlang der Bundesstraße 192, die am Nordufer verläuft. Am östlichen Ufer befinden sich der Ort Dabel, eine Badestelle und der Abfluss zum Dabeler See. Am bewaldeten südlichen Ufer fließen dem See Gräben aus einem dort befindlichen Feuchtgebiet und dem Turloffer See zu.
Vorkommende Fischarten sind Aal, Hecht, Blei, Karpfen, Schlei.